# Malvasia Bianca di Candia
Die Weißweinsorte Malvasia Bianca di Candia ist eine von vielen Varietäten aus der Familie der Malvasier innerhalb Griechenlands und Italien. Die Sorte ist sehr alt. Ursprünglich stammt die Sorte aus „Candia“, der alte Name der kretischen Stadt Iraklio, woher der Malvasia Wein ursprünglich stammt. Der weiße „Malvasia di Candia“, welche noch heute auf Kreta angebaut wird, wurde von den Griechen nach Italien gebracht und später durch die Venezianer noch weiter verbreitet.
Der Anbau der Sorte ist in den meisten Provinzen Italiens empfohlen bzw. zugelassen. In Portugal findet sie Eingang in den Madeirawein der Sorte Malmsey.
Die spätreifende Sorte ist mäßig wuchsstark und liefert gute Erträge. Der Most ergibt einen leicht parfümierten Wein. Die Weine finden Eingang in die DOC Weine Bianco Capena, Castelli Romani, Cerveteri, Circeo, Colli Albani, Colli della Sabina, Colli di Scandiano e di Canossa, Colli Lanuvini, Cori Bianco, Guardia Sanframondi o Guardiolo, Marino, Montecompatri Colonna, Monteregio di Massa Marittima, Scavigna, Tarquinia, Velletri, Zagarolo. Die Sorte wird häufig mit dem Trebbiano verschnitten und durch Beigabe von Malvasia del Lazio ergänzt.
Die bestockte Fläche beträgt zirka 15.523 Hektar.

## Ampelographische Sortenmerkmale
In der Ampelographie wird der Habitus folgendermaßen beschrieben:
- Die Triebspitze ist offen. Sie ist wollig behaart und leicht rötlich gefärbt. Die Jungblätter sind spinnwebig behaart und grün-gelblich gefärbt.
- Die großen Blätter sind fünflappig (seltener dreilappig) und mitteltief gebuchtet (siehe auch den Artikel Blattform). Die Stielbucht ist lyren-förmig offen. Das Blatt ist spitz gesägt. Die Zähne sind im Vergleich der Rebsorten mittelgroß.
- Die walzen- bis kegelförmige Traube ist groß, geschultert und lockerbeerig. Die rundlichen Beeren sind mittelgroß und von goldgelblicher Farbe. Die Beerenhülse ist dickwandig. Die Weinbeeren schmecken meist neutral oder verfügen allenfalls über ein sehr dezentes Muskat-Aroma.

Die wuchskräftige Malvasia Bianca di Candia reift ca. 30 Tage nach dem Gutedel und gehört damit zu den Rebsorten der mittleren dritten Reifungsperiode (siehe das Kapitel im Artikel Rebsorte), die spät reifen.
Malvasia Bianca di Candia ist eine Varietät der Edlen Weinrebe (Vitis vinifera). Sie besitzt zwittrige Blüten und ist somit selbstfruchtend. Beim Weinbau wird der ökonomische Nachteil vermieden, keinen Ertrag liefernde, männliche Pflanzen anbauen zu müssen.

## Synonyme
Die Rebsorte Malvasia Bianca di Candia ist auch unter den Namen Malvasia, Malvasia Bianca, Malvasia Bianca di Basilicata, Malvasia Candia, Malvasia Candida, Malvasia de Madere, Malvasia di Candia, Malvasia Fina de Madere, Malvasia Rossa, Malvasia Rossa dei Casteli Romani, Malvazia e Kandias, Uva Cerreto und Uva di Cerreto bekannt.